# Piet Van Aken
Petrus Camille Van Aken (Terhagen, 15 februari 1920 - Antwerpen, 3 mei 1984), beter bekend onder de schrijversnaam Piet Van Aken (ook wel Piet van Aken), was  een Vlaamse schrijver. Van Aken was schrijver van vooral sociaal geëngageerde romans, die hoofdzakelijk gesitueerd zijn in zijn geboortestreek aan de Rupel. Hij schreef een twintigtal romans, novellen en verhalenbundels in een naturalistische, sterk sociaal geëngageerde stijl.
"De helden bij Van Aken zijn door instinct gedreven krachtmensen, die beheerst worden door haat en begeerte."— P.J. Verkruijsse

## Leven
Hij werd in Terhagen, een dorpje langs de Rupel tussen Rumst en Boom, geboren als derde kind van het gezin van Tarus Cornelis Van Aken en Regina Delbaen.
De laatste jaren van zijn humaniora voltooide hij aan het Koninklijk Atheneum van Mechelen, met Filip De Pillecyn als leraar Nederlands. 
De invloed van De Pillecyn kwam in Van Akens eerste werken vooral tot uiting in het trage ritme van de intrige, het heimwee naar het verleden, de weemoedige en mysterieuze sfeer, de voorkeur voor een vage woordkeus en een dichterlijke, sensuele schriftuur. ‘De falende God' is hier een mooi voorbeeld van.— Schrijversgewijs
In maart 1939 werd hij opgeroepen voor de dienstplicht en even later brak de oorlog uit. Na de capitulatie vluchtte hij gedurende korte tijd naar Zuid-Frankrijk.
In 1943 werd hij kortstondig ingezet in de Arbeitseinsatz.
In 1946 trouwde hij met Rosa Callaert. Het jaar daarop wordt zoon Emiel geboren, twee jaar later gevolgd door zoon Paul.
Van Aken was ook een periode hoofdredacteur van het Nieuw Vlaams Tijdschrift, schreef voor de literaire pagina van De Volksgazet, besprak boeken in radioprogramma’s en engageerde zich in menig polemiek over literatuur, o.a. met de generatie schrijvers uit de jaren 60 die zich wilden afzetten tegen hun voorgangers.

### Klinkaart
In zijn bekendste werk (in Vlaanderen), de novelle Klinkaart uit 1954, beschrijft Van Aken in naturalistische stijl hoe een nauwelijks twaalfjarig arbeidstertje op haar eerste werkdag wordt verkracht door de patroon van een steenbakkerij in de Vlaamse Rupelstreek eind 19e eeuw. De auteur evoceert haar ontmaagding, eufemistisch omschreven als "haar inschrijving op kantoor", als een droit de seigneur of inwijdingsritueel in de harde, volwassen wereld van de uitgebuite arbeidersklasse. De novelle is een door het socialisme geïnspireerde aanklacht tegen een stilzwijgende, fatalistisch aanvaarde, gangbare vorm van seksueel kindermisbruik door de werkgever vanuit zijn (kapitalistische) machtspositie. Sommige literatuurcritici zoals Julien Weverbergh en Urbain Van de Voorde betwisten de geloofwaardigheid en het systematisch karakter van deze wanpraktijken die volgens hen slechts bij uitzondering voorkwamen.
Vanaf eind jaren 1960 keerde hij de polemische literaire wereld steeds meer de rug toe en trok hij zich terug uit het openbare leven.
Enkele maanden na een hersenbloeding stierf Piet Van Aken begin mei 1984.

## Werk
- Twee van het gehucht (1938), novelle, uitgegeven in eigen beheer. In 1991 werd het heruitgegeven bij het Humanistisch Vrijzinnig Centrum voor Lectuurbegeleiding te Antwerpen
- De falende God (1942), een historische roman
- Het hart en de klok (1944)
- De duivel vaart in ons (1946)
- Het begeren (1952), waarin hij de heroïsche periode evoceert van de opkomende arbeidersbeweging en de eerste grote stakingen.
- Klinkaart (1954),
- De nikkers (1959), een Congo-roman
- De wilde jaren (1958), een thriller met invloeden uit de Amerikaanse spannende literatuur.
- De verraders (1962)
- De onschuldige barbaren (1964)
- Slapende honden (1965)
- Grut (1966)
- Agenda van een heidens lezer (1967), kritisch en essayistisch proza
- Alleen de doden ontkomen (1969), uitgeverij Heideland-Orbis. Hierin staat de oorlogsproblematiek en de existentiële eenzaamheid van de mens centraal.
- Dood getij (1979)
- De blinde spiegel (1981) neemt een aparte plaats in binnen zijn werk. Het is een volumineuze roman waarin de schrijver zijn frustratie van zich af schrijft over wat er van het oude socialistische ideaal overgebleven is in de socialistische partij van de jaren 70.
- De hoogtewerkers (1982), uitgeverij Manteau, waarin de verloedering en afbraak van de Rupelstreek wordt getekend.
- De Goddemaers (1983), uitgeverij Manteau. Hierin schetst hij in een reeks losse samenhangende verhalen het leven van de familie Goddemaer uit de streek waar hij vandaan kwam op een naturalistische wijze zonder franje met een weerzin tegen de huichelarij van de personages. Bekend is dit boek vooral vanwege de karakterschets van Chris Goddemaer, waarvoor de vroegere ABVV-voorzitter Louis Major model stond. Van Aken tekent deze persoon als een meedogenloze carrièrist die de vakbond in de eerste plaats gebruikte uit eigen belang. De titel van het boek zou verwijzen naar een dikwijls gebruikt bevel van Major: "Dan ga je maar"

## Bekroningen
- 1965: Prijs van de Vlaamse lezer voor De onschuldige barbaren.
- 1966: Staatsprijs voor proza voor de roman Slapende honden
- 1968: Prijs van de Provincie Antwerpen voor Agenda van een heidens lezer